# 木岡社
木岡社又名木公，為一大武壠族部落，原址於今臺南市新化區武安、東榮、太平、觀音、竹林、清水等里，於荷治時期稱為大目降社，族人後遷至左鎮區睦光里、岡林里一帶，後又被新港社支社卓猴社的西拉雅族人所強佔。木岡社於 1722 年《臺海使槎錄》一度被歸為「生番」，後於 1746 年《重修臺灣府志》被列為「倚山熟番」。
各時代文獻對木岡社之記名如下：
| 文獻         | 作者   | 年代 | 社名   | 分類               |
| ------------ | ------ | ---- | ------ | ------------------ |
| 臺海使槎錄   | 黃叔璥 | 1722 | 木岡社 | 生番（北路諸羅番） |
| 重修臺灣府志 | 劉良璧 | 1746 | 木岡社 | 倚山熟番           |